# Vrbová nad Váhom
Vrbová nad Váhom (ungarisch Vágfüzes) ist eine Gemeinde im Südwesten der Slowakei mit 537 Einwohnern (Stand 31. Dezember 2024). Sie liegt im Okres Komárno, einem Teil des Nitriansky kraj.

## Geographie

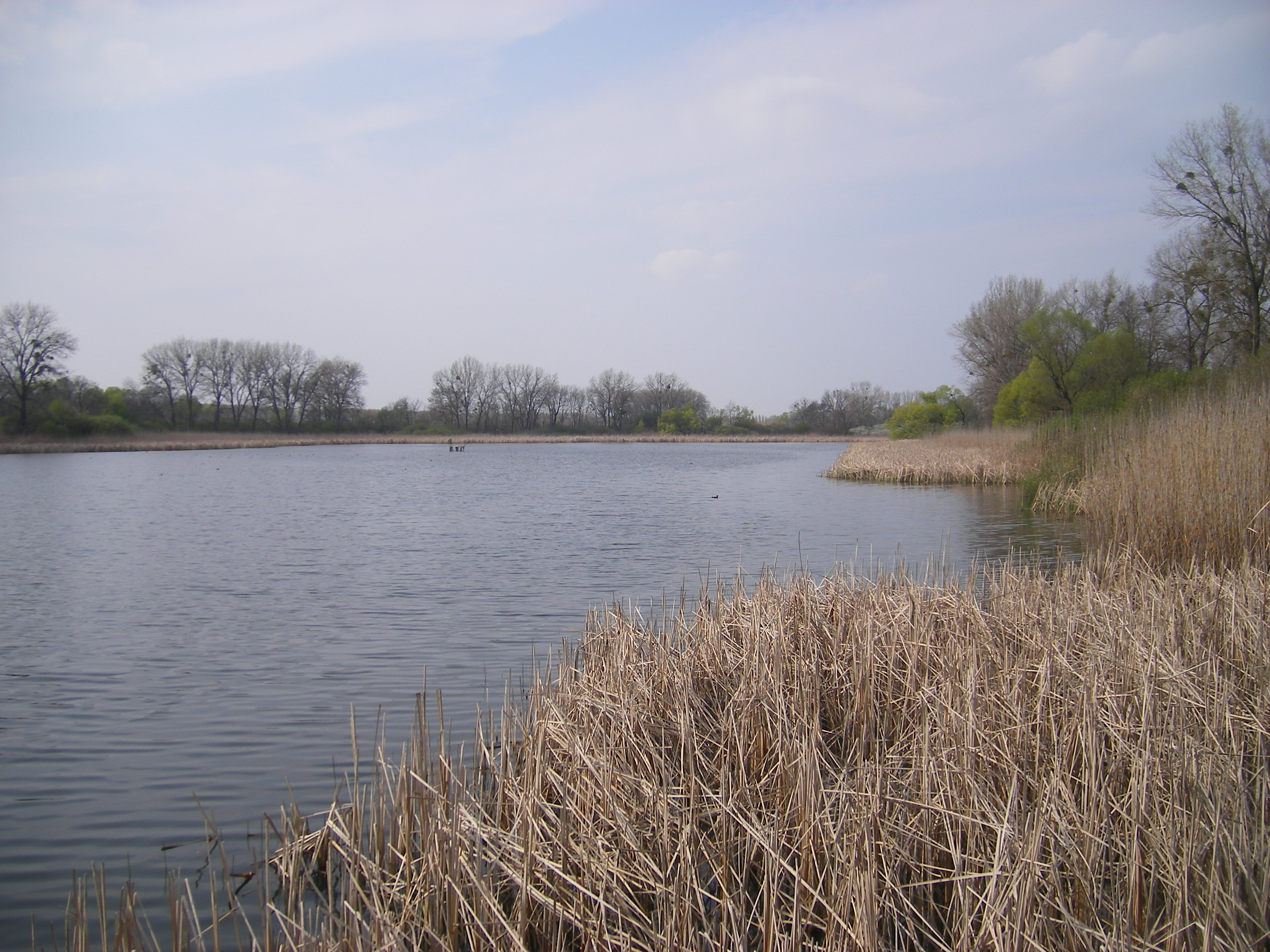
Listové jazero

Die Gemeinde befindet sich im slowakischen Donautiefland am Unterlauf der Waag, an deren linkem Ufer. Bei Zlatá Osada findet man den geschützten See Listové jazero. Das Ortszentrum liegt auf einer Höhe von 109 m n.m. und ist 15 Kilometer von Komárno entfernt.
Nachbargemeinden sind Nesvady im Norden, Imeľ im Nordosten, Martovce im Osten, Komárno (Stadtteil Kava) im Süden, Kameničná im Westen und Kolárovo im Nordwesten.

## Geschichte

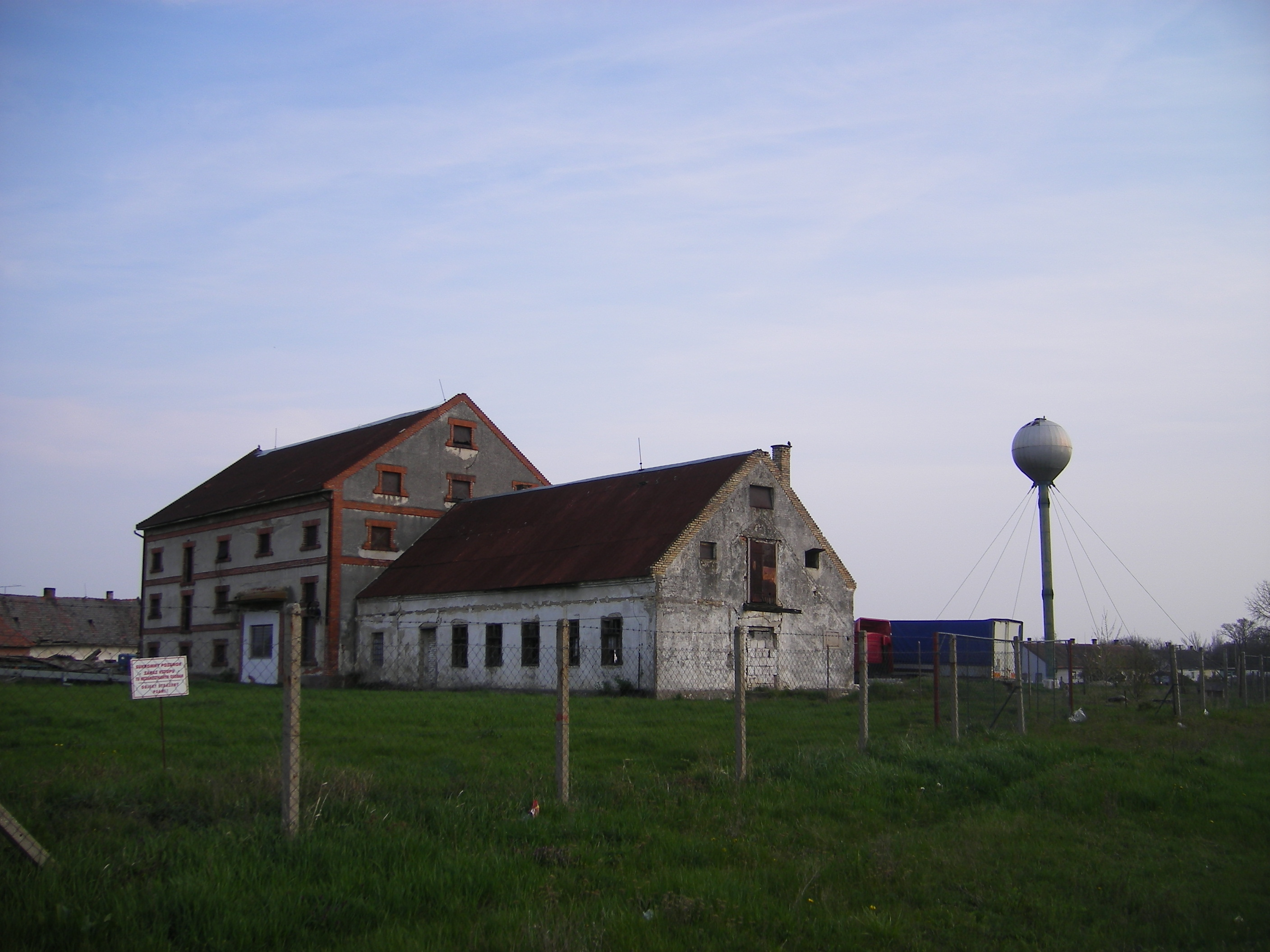
Ansicht in der Siedlung Hliník

Die heutige Gemeinde entstand 1968 durch Zusammenschluss von sechs Siedlungen: Čergov (aus der Gemeinde Nesvady), Hliník, Malý Kindeš, Veľký Kindeš (aus der Gemeinde Martovce), Ostrov und Zlatá Osada (aus der Gemeinde Kameničná) sowie Abtrennung von Teilen des Gemeindegebiets der vorher erwähnten Gemeinden.
Geschichtlich wurde das Gebiet zum ersten Mal 1075 erwähnt, als hier eine heute nicht mehr existierende Siedlung namens Gég bestand. Die noch existierende Siedlung Hliník wurde zum ersten Mal 1386 schriftlich erwähnt. Die anderen Siedlungen entstanden erst in der zweiten Hälfte des 19. Jahrhunderts, nachdem umliegende Sümpfe trockengelegt worden waren.
Bis 1918/1919 gehörte das im Komitat Komorn liegende Gebiet zum Königreich Ungarn und kam danach zur Tschechoslowakei beziehungsweise heute Slowakei. Infolge des Ersten Wiener Schiedsspruchs war es zwischen 1938 und 1945 noch einmal Teil von Ungarn.

## Bevölkerung
| Jahr                | 1994 | 2004    | 2014    | 2024    |
| ------------------- | ---- | ------- | ------- | ------- |
| Anzahl der Personen | 568  | 557     | 538     | 537     |
| Unterschied         |      | −1,93 % | −3,41 % | −0,18 % |

| Jahr                | 2023 | 2024    |
| ------------------- | ---- | ------- |
| Anzahl der Personen | 539  | 537     |
| Unterschied         |      | −0,37 % |

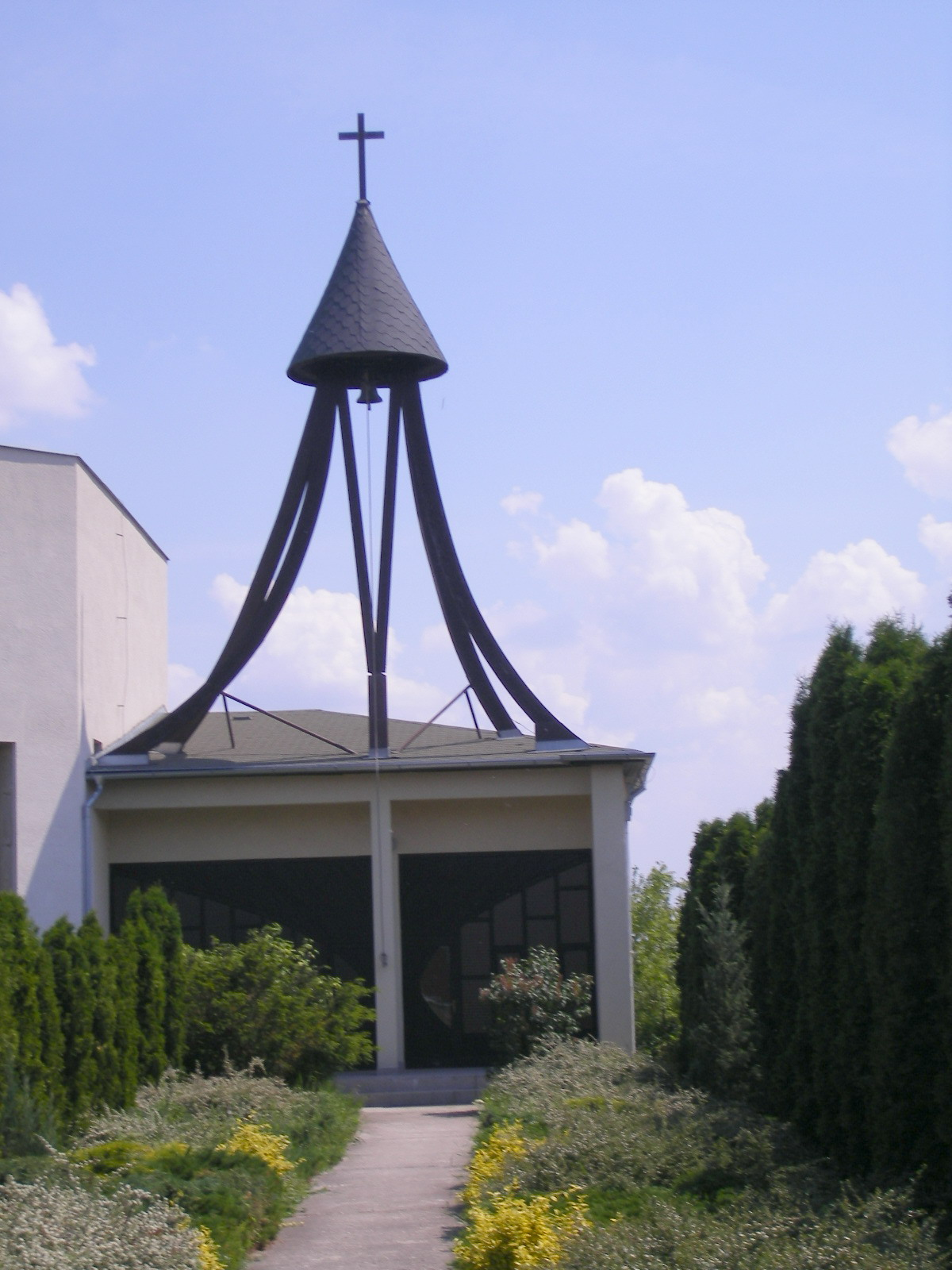
Römisch-katholische Kirche

Gemäß der Volkszählung 2011 wohnten in Vrbová nad Váhom 559 Einwohner, davon 451 Magyaren, 83 Slowaken, 16 Roma und ein Tscheche. Acht Einwohner machten keine Angabe zur Ethnie.
387 Einwohner bekannten sich zur römisch-katholischen Kirche, 36 Einwohner zur reformierten Kirche, neun Einwohner zur Evangelischen Kirche A. B., drei Einwohner zu den Zeugen Jehovas sowie jeweils ein Einwohner zur altkatholischen Kirche, zur griechisch-katholischen Kirche und zur Pfingstbewegung; sechs Einwohner bekannten sich zu einer anderen Konfession. 68 Einwohner waren konfessionslos und bei 47 Einwohnern wurde die Konfession nicht ermittelt.

## Bauwerke
- moderne römisch-katholische Kirche aus dem Jahr 1996